# OC Bukavu Dawa
Olympic Club Bukavu Dawa znany jako OC Bukavu Dawa – kongijski klub piłkarski grający w drugiej, a niegdyś w pierwszej lidze kongijskiej, mający siedzibę w mieście Bukavu.

## Sukcesy
- II liga[1]:
  - zwycięstwo (1):  2018/2019.

- Coupe du Congo[2]:
  - zwycięstwo (1):  2008.

## Występy w afrykańskich pucharach
| Sezon | Rozgrywki           | Runda   | Kraj                     | Klub               | Dom | Wyjazd | Dwumecz |
| ----- | ------------------- | ------- | ------------------------ | ------------------ | --- | ------ | ------- |
| 2007  | Puchar Konfederacji | wstępna | Gabon                    | Telestars          | 2–0 | 0–1    | 2–1     |
| 2007  | Puchar Konfederacji | 1       | Wybrzeże Kości Słoniowej | Issia Wazy FC      | 0–2 | 0–5    | 0–7     |
| 2009  | Puchar Konfederacji | wstępna | Kongo                    | Club 57 Tourbillon | 3–3 | 1–1    | 4–4     |

## Stadion
Domowe mecze klub rozgrywa na stadionie o nazwie Stade de la Concorde w Bukavu, który może pomieścić 5000 widzów.

## Reprezentanci kraju grający w klubie
Stan na kwiecień 2023.
| - Hemedy Murutabose - Dieu Merci Ndikumana - Emmanuel Ngama - Yannick Nkurunziza - Jean Lomami - Frédéric Ndaka | - Oscar Agaba - Johnson Bagoole - Vincent Kayizzi - Patrick Ochan - John Revita - Suleiman Selembe |